# Evangelický kostel (Olomouc)
Evangelický kostel v Olomouci je sakrální stavba místního sboru Českobratrské církve evangelické v Husově ulici na břehu řeky Moravy. Od roku 2015 je chráněn jako kulturní památka České republiky.

## Historie

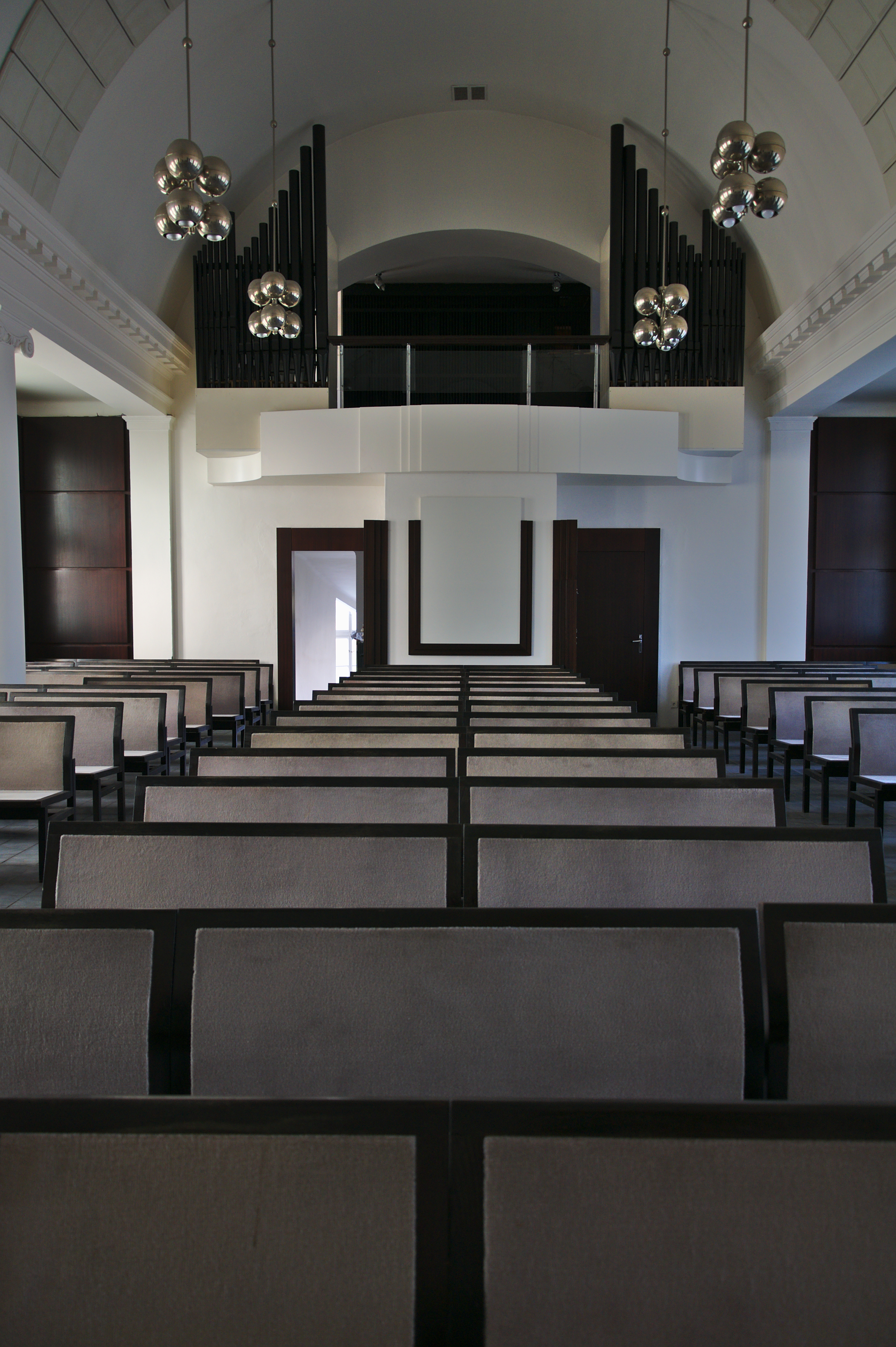
Interiér kostela

Na počátku 20. století byla v místech současného kostela vybudována provizorní modlitebna, kterou od 8. listopadu 1903 využíval zdejší reformovaný sbor. Jednalo se o podélnou dvoupodlažní budovu v novogotickém stylu podle návrhu olomouckého stavebního inženýra Cyrilla Knoba. Tehdy se ulice Husova nazývala Maršálova. Postupem let se sbor stal farním a plánoval dostavbu využívaného objektu o větší bohoslužebný sál, který měl dostat název „Husova Betlémská kaple“. Na návrh architekta Emila Edgara nechal evangelický sbor vypracovat projekt nového kostela od německého architekta Otto Kuhlmanna z Charlottenburgu, který dříve projektoval i evangelické kostely v Přerově a Roudnici nad Labem. Jeho návrh kostela v Táboře zůstal nerealizován. Dle zadání se měl styl stavby odlišovat od Červeného kostela, který patřil zdejší německé evangelické obci. Objekt měl být otevřen ve výroční rok 1915 připomínající Husovo upálení v Kostnici (1415).
Stavitel Jan Komrska začal budovu stavět 6. července 1914 a následně 27. září byl položen základní kámen nového bohoslužebného sálu. Původní představy ovšem změnil začátek první světové války, což v listopadu 1914 zapříčinilo pozastavení budování stavby, neboť většina mladých členů sboru spolu se stavitelem musela rukovat do armády.
Během nucené válečné pauzy navíc došlo na staveništi ke škodám, kdy například shnilo dřevěné lešení, a proto po skončení války (1918) začaly ještě v závěru toho roku práce na stabilizaci staveniště. Po jejich provedení se dále pokračovalo se stavbou, na kterou finančně přispěly dary příznivců sboru a také sbírka synodního výboru. Slavnost otevření se konala 4. července 1920 na den památky Mistra Jana Husa za účasti mnoha hostů z celé vlasti i delegace metodistické církve z USA.
Po dvou letech (1922) pak ještě proběhla další úprava, během níž byla původní modlitebna propojena s novou (dva roky starou) Husovou síní. V roce 1928 byly zakoupeny varhany. Dalšími opravami prošla stavba roku 1939, kdy za částku 58 000 K došlo ke zvětšení bohoslužebného sálu o dalších osmdesát míst na celkovou kapacitu 200 míst k sezení. Poté opravy probíhaly mezi lety 1977 a 1985. V roce 1977 byla opravena fasáda celého objektu, pořízeny nové věžní hodiny a zavěšen zvon ze zrušeného Červeného kostela. V letech 1987–1988 byla provedena úprava interiéru kostelního sálu, při níž byly z obou stran instalovány dřevěné stěny s velkými vitrážemi a na čelní stěně umělecké dílo olomouckého výtvarníka Pavla Herynka. Byly pořízeny nové lavice a osm lustrů, které zhotovil podnik Umělecká řemesla Brno. Po povodni v roce 1997, během níž bylo přízemí zaplaveno do výše 40 cm, byl opraven interiér spodních sálů.
Roku 2023 započala rekonstrukce kostela.

## Popis
Budova kostela je modernistická, ke které během let 1914–1920 přibyla příčně orientovaná novostavba bohoslužebného sálu, který má v zadní části umístěnu čtyřbokou věž. Stavba tak má půdorys písmene „L“ a vedle bohoslužebného Husova sálu se v ní nachází i další menší sborové místnosti spolu s bytem faráře.
Jednoduchá úprava interiéru bohoslužebného sálu odpovídá tradicím evangelické církve. Od 4. července 1965 jsou v Husově sálu umístěny nové varhany k doprovodu sborového zpěvu či koncertům.